# HMS Obdurate (G39)
HMS Obdurate (G39) là một tàu khu trục lớp O được Hải quân Hoàng gia Anh Quốc chế tạo vào năm 1939 do Chiến tranh Thế giới thứ hai bùng nổ. Sống sót qua cuộc chiến tranh, nó tiếp tục phục vụ cho đến khi ngừng hoạt động và bị tháo dỡ vào năm 1964.

## Thiết kế và chế tạo
Obdurate được đặt hàng trong Chương trình Khẩn cấp Chiến tranh cho hãng William Denny and Brothers tại Dumbarton vào ngày 3 tháng 9 năm 1939. Con tàu được đặt lườn tại xưởng tàu River Clyde vào ngày 25 tháng 4 năm 1940 và hạ thủy vào ngày 19 tháng 2 năm 1942 và được nhập biên chế cùng Hải quân Anh vào ngày 3 tháng 9 năm 1942.

## Lịch sử hoạt động
Trong Chiến tranh Thế giới thứ hai, Obdurate đã hộ tống bảo vệ các Đoàn tàu vận tải Bắc Cực vào các năm 1942 và 1944 cũng như các đoàn tàu vượt Bắc Đại Tây Dương vào năm 1943, tham gia Trận chiến biển Barents vào năm 1942.
Vào tháng 12 năm 1942, đang khi hộ tống Đoàn tàu JW 51B, nó bị tấn công và bị hư hại bởi chiếc tàu tuần dương hạng nặng Đức Admiral Hipper. Vào ngày 25 tháng 1 năm 1944, đang khi hộ tống Đoàn tàu JW 56A, nó bị hư hại do trúng ngư lôi dò âm GNAT phóng từ tàu ngầm Đức U-360 về phía Đông Nam đảo Bear.

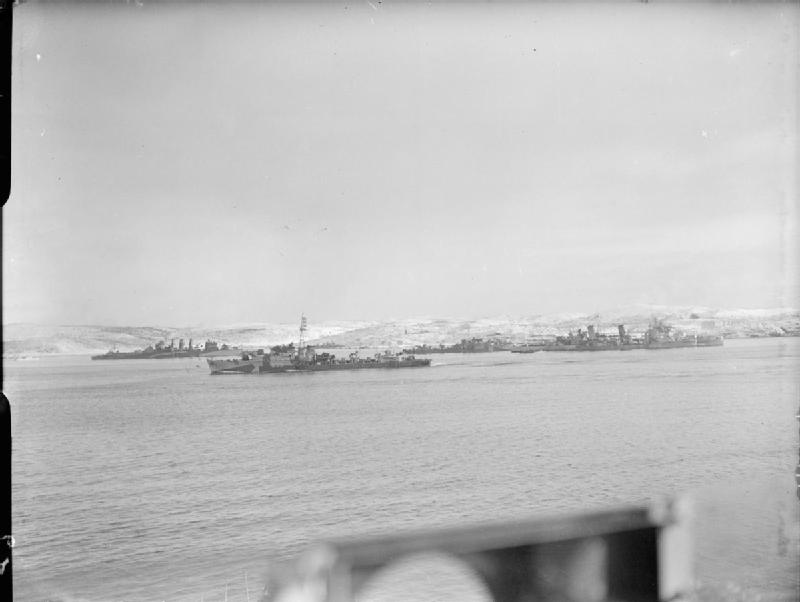
Về phía xa HMS Obdurate (giữa) đang rời một vịnh Nga, với (trái), (phải) cùng với cặp bên, sau khi Đoàn tàu JW 53 đến nơi

Vào lúc chiến tranh kết thúc, Obdurate hộ tống cho tàu tuần dương HMS Norfolk (78) đưa Vua Haakon VII quay trở về Na Uy, tiếp nối với các hoạt động sau chiến tranh tại vùng biển Đức. Vào ngày 14 tháng 7 năm 1945, Tổng thống Hoa Kỳ Harry Truman đã chuyển từ tàu tuần dương hạng nhẹ USS Philadelphia sang Obdurate tại eo biển Manche cho chặng cuối cùng trong hành trình tham dự Hội nghị Potsdam. Nó trải qua những năm cuối cùng trong thành phần dự bị tại Portsmouth và Chatham; và vào năm 1953 đã tham gia buổi Duyệt binh Hạm đội chào mừng Lễ Đăng quang của Nữ hoàng Elizabeth II. Nó cuối cùng được cho xuất biên chế vào năm 1964 và bị bán để tháo dỡ vào cuối năm đó.